# Torneo de Róterdam
El Torneo de Róterdam (denominado comercialmene ABN AMRO Open) es un torneo oficial de tenis que se celebra anualmente en la ciudad neerlandesa de Róterdam, en el estadio de Ahoy. Jugado sobre superficie dura, el torneo integra la serie ATP 500.
Se celebró en 1972 e ininterrumpidamete desde 1974, ocasión en que el neerlandés Tom Okker se llevó el trofeo. Desde entonces ha mantenido la estructura original: un cuadro de 32 jugadores en la disciplina individual y de 16 parejas en dobles. Anteriormente se jugaba sobre superficie sintética y desde 2001 se pasó a una superficie dura.
En 1984, la final entre Jimmy Connors e Ivan Lendl fue interrumpida debido a una amenaza de bomba cuando Lendl ganaba por 6-0 el primer set y había roto el saque en la segunda manga. El partido no acabó y los dos jugadores fueron declarados vencedores.
Desde 2004 la dirección organizativa está ocupada por el exjugador Richard Krajicek. 
Arthur Ashe y Roger Federer son los jugadores con más títulos, con 3 cada uno.

## Palmarés

### Individual masculino
| Año                     | Campeón                                 | Subcampeón                              | Resultado                               |
| ----------------------- | --------------------------------------- | --------------------------------------- | --------------------------------------- |
| ↓ Circuito WCT ↓        |                                         |                                         |                                         |
| 1972                    | Arthur Ashe                             | Tom Okker                               | 4-6, 6-2, 6-1                           |
| 1973                    | No celebrado                            | No celebrado                            | No celebrado                            |
| 1974                    | Tom Okker                               | Tom Gorman                              | 3-6, 7-6(2), 6-1                        |
| 1975                    | Arthur Ashe                             | Tom Okker                               | 3-6, 6-2, 6-4                           |
| 1976                    | Arthur Ashe                             | Robert Lutz                             | 6-3, 6-3                                |
| 1977                    | Dick Stockton                           | Ilie Nastase                            | 2-6, 6-3, 6-3                           |
| ↓ Circuito Grand Prix ↓ |                                         |                                         |                                         |
| 1978                    | Jimmy Connors                           | Raúl Ramírez                            | 7-5, 7-5                                |
| 1979                    | Björn Borg                              | John McEnroe                            | 6-4, 6-2                                |
| 1980                    | Heinz Günthardt                         | Gene Mayer                              | 6-2, 6-4                                |
| 1981                    | Jimmy Connors                           | Gene Mayer                              | 6-1, 2-6, 6-2                           |
| 1982                    | Guillermo Vilas                         | Jimmy Connors                           | 0-6, 6-2, 6-4                           |
| 1983                    | Gene Mayer                              | Guillermo Vilas                         | 6-1, 7-6                                |
| 1984                    | Final suspendida por amenaza terrorista | Final suspendida por amenaza terrorista | Final suspendida por amenaza terrorista |
| 1985                    | Miloslav Mečíř                          | Jakob Hlasek                            | 6-1, 6-2                                |
| 1986                    | Joakim Nyström                          | Anders Jarryd                           | 6-0, 6-3                                |
| 1987                    | Stefan Edberg                           | John McEnroe                            | 3-6, 6-3, 6-1                           |
| 1988                    | Stefan Edberg                           | Miloslav Mečíř                          | 7-6, 6-2                                |
| 1989                    | Jakob Hlasek                            | Anders Jarryd                           | 6-1, 7-5                                |
| ↓ ATP Tour 250 ↓        |                                         |                                         |                                         |
| 1990                    | Brad Gilbert                            | Jonas Svensson                          | 6-1, 6-3                                |
| 1991                    | Omar Camporese                          | Ivan Lendl                              | 3-6, 7-6(4), 7-6(4)                     |
| 1992                    | Boris Becker                            | Alexander Volkov                        | 7-6(9), 4-6, 6-2                        |
| 1993                    | Anders Jarryd                           | Karel Nováček                           | 6-3, 7-5                                |
| 1994                    | Michael Stich                           | Wayne Ferreira                          | 4-6, 6-3, 6-0                           |
| 1995                    | Richard Krajicek                        | Paul Haarhuis                           | 7-6(5), 6-4                             |
| 1996                    | Goran Ivanišević                        | Yevgeni Káfelnikov                      | 6-4, 3-6, 6-3                           |
| 1997                    | Richard Krajicek                        | Daniel Vacek                            | 7-6(4), 7-6(5)                          |
| 1998                    | Jan Siemerink                           | Thomas Johansson                        | 7-6(2), 6-2                             |
| ↓ ATP Tour 500 ↓        |                                         |                                         |                                         |
| 1999                    | Yevgeni Káfelnikov                      | Tim Henman                              | 6-2, 7-6(3)                             |
| 2000                    | Cédric Pioline                          | Tim Henman                              | 6-7(3), 6-4, 7-6(4)                     |
| 2001                    | Nicolas Escudé                          | Roger Federer                           | 7-5, 3-6, 7-6(5)                        |
| 2002                    | Nicolas Escudé                          | Tim Henman                              | 3-6, 7-6(6), 6-4                        |
| 2003                    | Max Mirnyi                              | Raemon Sluiter                          | 7-6(3), 6-4                             |
| 2004                    | Lleyton Hewitt                          | Juan Carlos Ferrero                     | 6-7(1), 7-5, 6-4                        |
| 2005                    | Roger Federer                           | Ivan Ljubičić                           | 5-7, 7-5, 7-6(5)                        |
| 2006                    | Radek Štěpánek                          | Christophe Rochus                       | 6-0, 6-3                                |
| 2007                    | Mikhail Youzhny                         | Ivan Ljubičić                           | 6-2, 6-4                                |
| 2008                    | Michaël Llodra                          | Robin Söderling                         | 6-7(3), 6-3, 7-6(4)                     |
| 2009                    | Andy Murray                             | Rafael Nadal                            | 6-3, 4-6, 6-0                           |
| 2010                    | Robin Söderling                         | Mikhail Youzhny                         | 6-4, 2-0, ret.                          |
| 2011                    | Robin Söderling                         | Jo-Wilfried Tsonga                      | 6-3, 3-6, 6-3                           |
| 2012                    | Roger Federer                           | Juan Martín del Potro                   | 6-1, 6-4                                |
| 2013                    | Juan Martín del Potro                   | Julien Benneteau                        | 7-6(2), 6-3                             |
| 2014                    | Tomáš Berdych                           | Marin Čilić                             | 6-4, 6-2                                |
| 2015                    | Stanislas Wawrinka                      | Tomáš Berdych                           | 4-6, 6-3, 6-4                           |
| 2016                    | Martin Kližan                           | Gaël Monfils                            | 6-7(1), 6-3, 6-1                        |
| 2017                    | Jo-Wilfried Tsonga                      | David Goffin                            | 4-6, 6-4, 6-1                           |
| 2018                    | Roger Federer                           | Grigor Dimitrov                         | 6-2, 6-2                                |
| 2019                    | Gaël Monfils                            | Stanislas Wawrinka                      | 6-3, 1-6, 6-2                           |
| 2020                    | Gaël Monfils                            | Félix Auger-Aliassime                   | 6-2, 6-4                                |
| 2021                    | Andrey Rublev                           | Márton Fucsovics                        | 7-6(4), 6-4                             |
| 2022                    | Félix Auger-Aliassime                   | Stefanos Tsitsipas                      | 6-4, 6-2                                |
| 2023                    | Daniil Medvédev                         | Jannik Sinner                           | 5-7, 6-2, 6-2                           |
| 2024                    | Jannik Sinner                           | Álex de Miñaur                          | 7-5, 6-4                                |
| 2025                    | Carlos Alcaraz                          | Álex de Miñaur                          | 6-4, 3-6, 6-2                           |

### Dobles masculino
| Año                     | Campeones                           | Subcampeones                        | Resultado            |
| ----------------------- | ----------------------------------- | ----------------------------------- | -------------------- |
| ↓ Circuito WCT ↓        |                                     |                                     |                      |
| 1972                    | Roy Emerson John Newcombe           | Arthur Ashe Robert Lutz             | 6-2, 6-3             |
| 1973                    | No celebrado                        | No celebrado                        | No celebrado         |
| 1974                    | Bob Hewitt Frew McMillan            | Pierre Barthès Ilie Năstase         | 3-6, 6-4, 6-3        |
| 1975                    | Bob Hewitt Frew McMillan            | José Higueras Balázs Taróczy        | 6-2, 6-2             |
| 1976                    | Rod Laver Frew McMillan             | Arthur Ashe Tom Okker               | 6-1, 6-7(4), 7-6(5)  |
| 1977                    | Wojtek Fibak Tom Okker              | Vijay Amritraj Dick Stockton        | 6-4, 6-4             |
| ↓ Circuito Grand Prix ↓ |                                     |                                     |                      |
| 1978                    | Fred McNair Raúl Ramírez            | Robert Lutz Stan Smith              | 6-2, 6-3             |
| 1979                    | Peter Fleming John McEnroe          | Heinz Günthardt Bernard Mitton      | 6-4, 6-4             |
| 1980                    | Vijay Amritraj Stan Smith           | Bill Scanlon Brian Teacher          | 6-4, 6-3             |
| 1981                    | Fritz Buehning Ferdi Taygan         | Gene Mayer Sandy Mayer              | 7-6, 1-6, 6-4        |
| 1982                    | Mark Edmondson Sherwood Stewart     | Fritz Buehning Kevin Curren         | 7-5, 6-2             |
| 1983                    | Fritz Buehning Tom Gullikson        | Peter Fleming Pavel Složil          | 7-6, 4-6, 7-6        |
| 1984                    | Kevin Curren Wojtek Fibak           | Fritz Buehning Ferdi Taygan         | 6-4, 6-4             |
| 1985                    | Tomáš Šmíd Pavel Složil             | Vitas Gerulaitis Paul McNamee       | 6-4, 6-4             |
| 1986                    | Stefan Edberg Slobodan Živojinović  | Wojtek Fibak Matt Mitchell          | 2-6, 6-3, 6-2        |
| 1987                    | Stefan Edberg Anders Järryd         | Chip Hooper Mike Leach              | 3-6, 6-3, 6-4        |
| 1988                    | Patrik Kühnen Tore Meinecke         | Magnus Gustafsson Diego Nargiso     | 7-6, 7-6             |
| 1989                    | Miloslav Mečíř Milan Šrejber        | Jan Gunnarsson Magnus Gustafsson    | 7-6, 6-0             |
| ↓ ATP Tour 250 ↓        |                                     |                                     |                      |
| 1990                    | Leonardo Lavalle Jorge Lozano       | Diego Nargiso Nicolás Pereira       | 6-3, 7-6             |
| 1991                    | Patrick Galbraith Anders Jarryd     | Steve DeVries David Macpherson      | 7-6, 6-2             |
| 1992                    | Marc-Kevin Goellner David Prinosil  | Paul Haarhuis Mark Koevermans       | 6-2, 6-7, 7-6        |
| 1993                    | Henrik Holm Anders Jarryd           | David Adams Andrei Olhovskiy        | 6-4, 7-6             |
| 1994                    | Jeremy Bates Jonas Björkman         | Jacco Eltingh Paul Haarhuis         | 6-4, 6-1             |
| 1995                    | Martin Damm Anders Jarryd           | Tomás Carbonell Francisco Roig      | 6-3, 6-2             |
| 1996                    | David Adams Marius Barnard          | Hendrik Jan Davids Cyril Suk        | 6-3, 5-7, 7-6        |
| 1997                    | Jacco Eltingh Paul Haarhuis         | Libor Pimek Byron Talbot            | 7-6(5), 6-4          |
| 1998                    | Jacco Eltingh Paul Haarhuis         | Neil Broad Piet Norval              | 7-6, 6-3             |
| ↓ ATP Tour 500 ↓        |                                     |                                     |                      |
| 1999                    | David Adams John-Laffnie de Jager   | Neil Broad Peter Tramacchi          | 6-7(5), 6-3, 6-4     |
| 2000                    | David Adams John-Laffnie de Jager   | Tim Henman Yevgeny Kafelnikov       | 5-7, 7-2, 6-3        |
| 2001                    | Jonas Björkman Roger Federer        | Petr Pála Pavel Vízner              | 6-3, 6-0             |
| 2002                    | Roger Federer Max Mirnyi            | Mark Knowles Daniel Nestor          | 4-6, 6-3, [10-4]     |
| 2003                    | Wayne Arthurs Paul Hanley           | Roger Federer Max Mirnyi            | 7-6(4), 6-2          |
| 2004                    | Paul Hanley Radek Štěpánek          | Jonathan Erlich Andy Ram            | 5-7, 7-6(5), 7-5     |
| 2005                    | Jonathan Erlich Andy Ram            | Cyril Suk Pavel Vízner              | 6-4, 4-6, 6-3        |
| 2006                    | Paul Hanley Kevin Ullyett           | Jonathan Erlich Andy Ram            | 7-6(4), 7-6(2)       |
| 2007                    | Martin Damm Leander Paes            | Andrei Pavel Alexander Waske        | 6-3, 6-7(5), [10-7]  |
| 2008                    | Tomáš Berdych Dmitry Tursunov       | Philipp Kohlschreiber Mijaíl Yuzhny | 7-5, 3-6, [10-7]     |
| 2009                    | Daniel Nestor Nenad Zimonjić        | Lukas Dlouhy Leander Paes           | 6-2, 7-5             |
| 2010                    | Daniel Nestor Nenad Zimonjić        | Simon Aspelin Paul Hanley           | 6-4, 4-6, [10-7]     |
| 2011                    | Jurgen Melzer Philipp Petzschner    | Michael Llodra Nenad Zimonjić       | 6-4, 3-6, [10-5]     |
| 2012                    | Michael Llodra Nenad Zimonjić       | Robert Lindstedt Horia Tecau        | 4-6, 7-5 [16-14]     |
| 2013                    | Robert Lindstedt Nenad Zimonjić     | Thiemo de Bakker Jesse Huta Galung  | 5-7, 6-3, [10-8]     |
| 2014                    | Michael Llodra Nicolas Mahut        | Jean-Julien Rojer Horia Tecău       | 6-2, 7-6(4)          |
| 2015                    | Jean-Julien Rojer Horia Tecău       | Jamie Murray John Peers             | 3-6, 6-3, [10-8]     |
| 2016                    | Nicolas Mahut Vasek Pospisil        | Philipp Petzschner Alexander Peya   | 7-6(2), 6-4          |
| 2017                    | Ivan Dodig Marcel Granollers        | Wesley Koolhof Matwé Middelkoop     | 7-6(5), 6-3          |
| 2018                    | Pierre-Hugues Herbert Nicolas Mahut | Oliver Marach Mate Pavić            | 2-6, 6-2, [10-7]     |
| 2019                    | Jérémy Chardy Henri Kontinen        | Jean-Julien Rojer Horia Tecău       | 7-6(5), 7-6(4)       |
| 2020                    | Pierre-Hugues Herbert Nicolas Mahut | Henri Kontinen Jan-Lennard Struff   | 7-6(5), 4-6, [10-7]  |
| 2021                    | Nikola Mektić Mate Pavić            | Kevin Krawietz Horia Tecău          | 7-6(7), 6-2          |
| 2022                    | Robin Haase Matwé Middelkoop        | Lloyd Harris Tim Puetz              | 4-6, 7-6(5), [10-5]  |
| 2023                    | Ivan Dodig Austin Krajicek          | Rohan Bopanna Matthew Ebden         | 7-6(5), 2-6, [12-10] |
| 2024                    | Wesley Koolhof Nikola Mektić        | Robin Haase Botic van de Zandschulp | 6-3, 7-5             |
| 2025                    | Simone Bolelli Andrea Vavassori     | Sander Gillé Jan Zieliński          | 6-2, 4-6, [10-6]     |